# .50 Alaskan
El .50 Alaskan es un cartucho Wildcat desarrollado por Harold Johnson y Harold Fuller en la década de 1950, ambos de la península Kenai en Alaska. Johnson basó el cartucho en el casquillo del .348 Winchester para crear un rifle capaz de enfrentarse a los grandes osos de Alaska.

## Diseño
Harold Johnson modificó el casquillo del Winchester .348 para aceptar una bala de .510" de diámetro, y Harold Fuller desarrolló el cañón, combinando un cañón de calibre .50 con un viejo rifle Winchester Modelo 1886 .
Harold Johnson fabricó los primeros rifles 450 Alaskan en 1952 y continuó fabricándolos en las décadas de 1950 y 1960. El rifle se basó en el Winchester Modelo 71 en calibre .348 Winchester. Bill Fuller hizo los escriadores. John Buhmiller hizo el cañón. Frank Barnes hizo las balas. Los "50" llegaron después.
Dado que el rifle fue diseñado para usarse con los grandes osos de Alaska, Johnson cortó los proyectiles de 720 granos del .50 BMG por la mitad, logrando un proyectil de 450 granos. Johnson no tardó en darse cuenta de que la bala era capaz de atravesar al oso completamente desde cualquier ángulo al punto de comentar en 1988 que nunca había podido recuperar un proyectil de ningún oso o alce que hubiera cazado sin importar la posición de tiro que ofrecieron estos animales cuando fueron cazados.

## Performance
La carga favorita de Harold para el .50 Alaskan fue de 51.5 granos de IMR-4198 con proyectiles Barnes de 400 granos de punta plana, los cuales alcanzaban una velocidad de salida de 2,100 pies por segundo y casi 5,400 J de energía en la boca del cañón  

## Disponibilidad
Los rifles en .50 BMF se encuentran disponibles de algunos armeros especializados y también se realizan conversiones de rifles de palanca Marlin y Winchester . Los troqueles de recarga están disponibles en Hornady . El latón está disponible en Starline Brass. Aunque se considera un cartucho salvaje, Buffalo Bore ofrece munición cargada.